# Yōhei Ōnishi
Yōhei Ōnishi (japanisch 大西 容平 Ōnishi Yōhei; * 30. Oktober 1982 in der Präfektur Okayama) ist ein ehemaliger japanischer Fußballspieler.

## Karriere
Ōnishi erlernte das Fußballspielen in der Universitätsmannschaft der Hannan-Universität. Seinen ersten Vertrag unterschrieb er 2005 bei Ventforet Kofu. Der Verein spielte in der zweithöchsten Liga des Landes, der J2 League. Am Ende der Saison 2005 stieg der Verein in die J1 League auf. Am Ende der Saison 2007 stieg der Verein wieder in die J2 League ab. Für den Verein absolvierte er 134 Ligaspiele. 2011 wechselte er zum Ligakonkurrenten Kataller Toyama. Am Ende der Saison 2014 stieg der Verein in die J3 League ab. Für den Verein absolvierte er 161 Ligaspiele. Ende 2015 beendete er seine Karriere als Fußballspieler.